# Gömörszőlős
Gömörszőlős is een plaats (község) en gemeente in het Hongaarse comitaat Borsod-Abaúj-Zemplén. Gömörszőlős telt 77 inwoners (2007).